# Bunnik
Bunnik (nederländskt uttal: [ˈbɵnɪk]

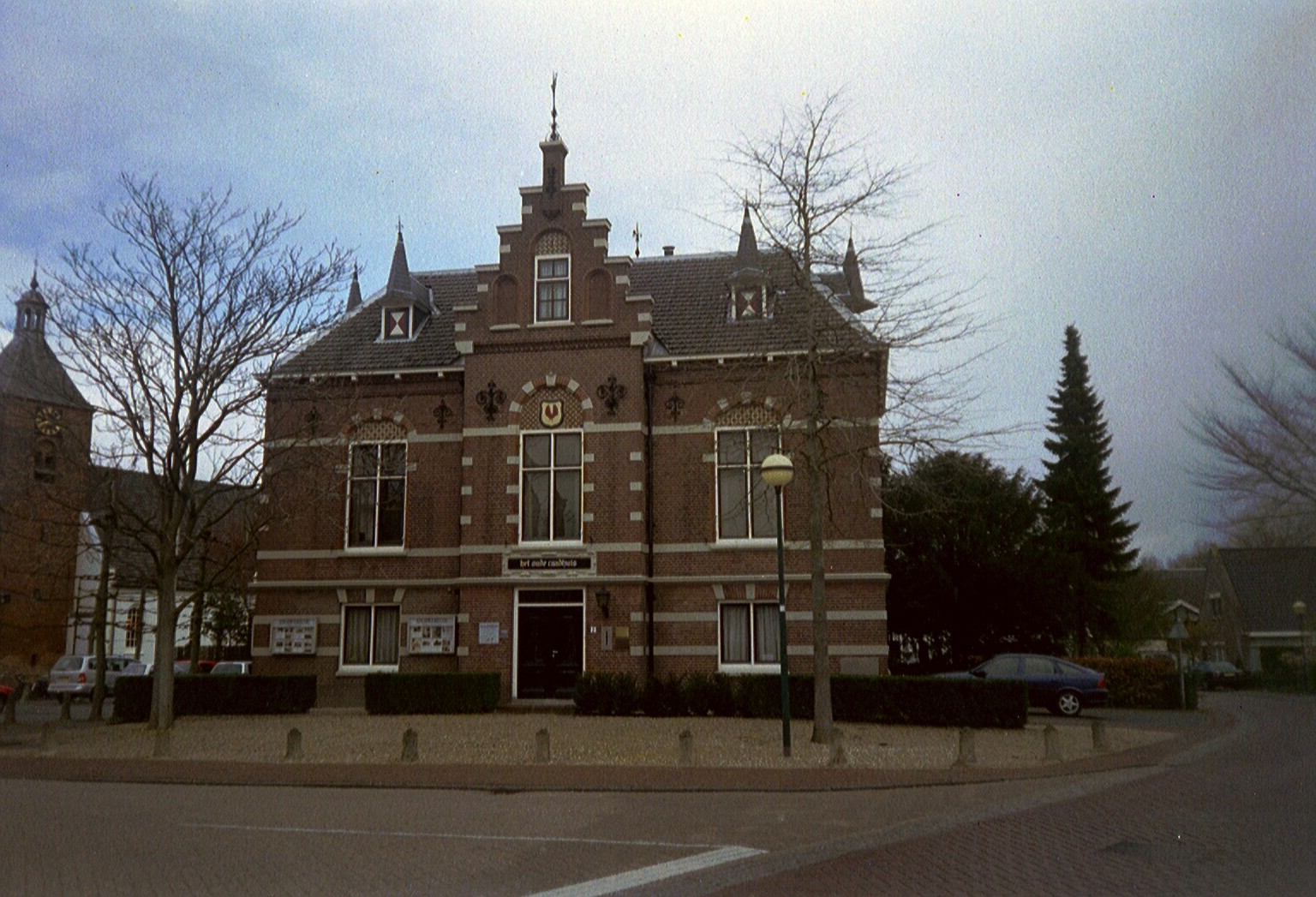
Tidigare rådhus i Bunnik.

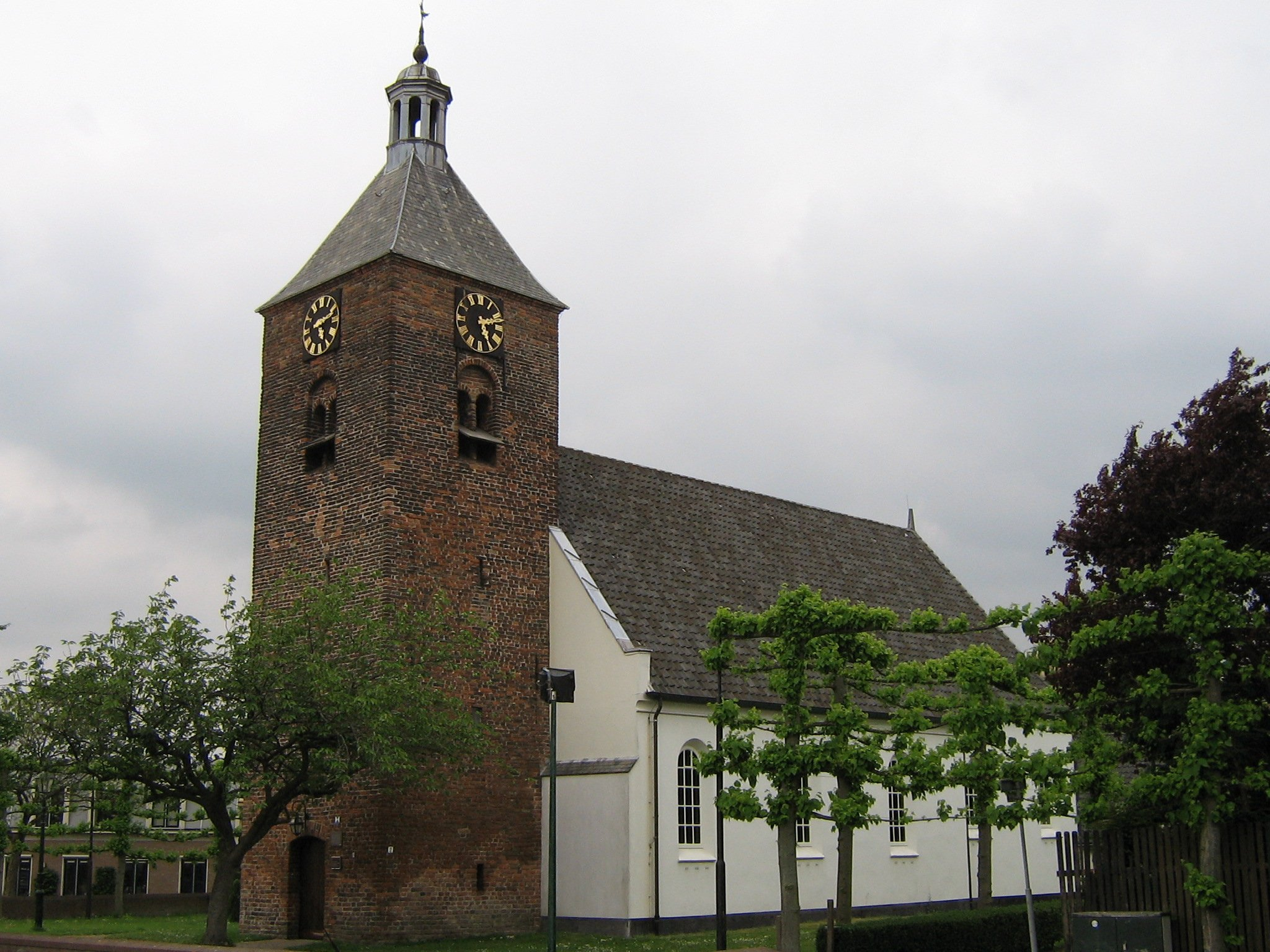
Kalvinistisk kyrka in Bunnik.

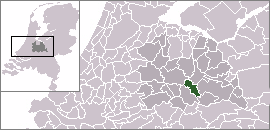
Lägeskarta

 ( lyssna)) är en kommun i provinsen Utrecht i Nederländerna. Kommunens totala area är 37,57 km² (där 0,62 km² är vatten) och invånarantalet är på 14 140 invånare (2005). Utöver byn Bunnik omfatter kommunen också byarna Odijk och Werkhoven, som tillades till kommunen i 1964.
Fornlämningsområdet från den romerska tiden i Bunnik sattes 26 september 1994 upp på Nederländernas tentativa världsarvslista.. Fornlämningen togs bort från listan vid uppdateringen den 8 augusti 2011.